# 시릴 라파엘리
시릴 라파엘리(Cyril Raffaelli, 1974년 4월 1일 ~ )는 프랑스의 배우이다.

## 출연 작품
- 인간 동물원 (2009)
- 13구역: 얼티메이텀 (2009)
- 다이 하드 4.0 (2007)
- 13 구역 (2004)
- 크림슨 리버 2 - 요한 계시록의 천사들 (2004)
- 아스테릭스 2 - 미션 클레오파트라 (2002)
- 키스 오브 드래곤 (2001)